# Holdsworth-Gletscher
Der Holdsworth-Gletscher ist ein rund 13 km langer Gletscher im westantarktischen Marie-Byrd-Land. Im Königin-Maud-Gebirge fließt er in nordöstlicher Richtung vom Fuller Dome in die Südostflanke des Bartlett-Gletschers.
Das Advisory Committee on Antarctic Names benannten ihn 1967 nach dem neuseeländischen Geologen Gerald Holdsworth (* 1939), der zwischen 1965 und 1966 auf der McMurdo-Station tätig war.